# Nokia 7650

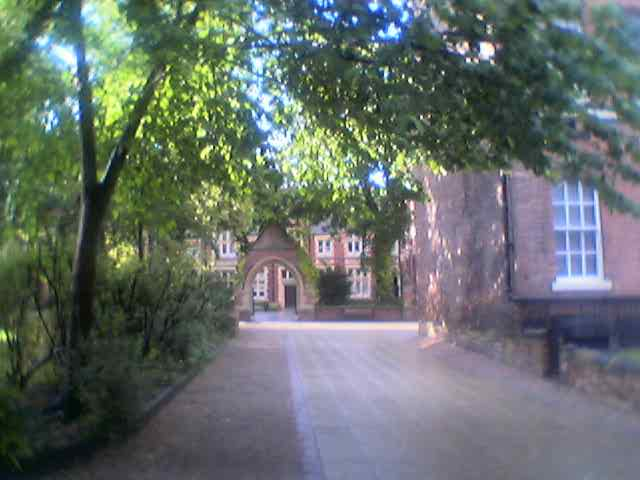
Imagen tomada con el Nokia 7650

El Nokia 7650 es un teléfono inteligente que pertenece a la serie 7xxx (caracterizada por incluir modelos experimentales y de moda). El teléfono fue lanzado 26 de junio de 2002 por alrededor de 600 euros. Fue notable por una serie de primicias: es el primer teléfono inteligente Nokia con el sistema operativo Symbian (versión 6.1); es además el primer dispositivo Serie 60; es el primer Nokia con cámara incorporada.
El equipo se promocionó con la película Minority Report. Se anunció el 19 de noviembre de 2001.

## Especificaciones técnicas[2]
- CPU : RISC de 32 bits, arquitectura ARM-9 a 104 MHz. Núcleo basado en UPP_WD2 CPU, una versión especial del DCT4 UPP ASIC.
- Memoria RAM un chip K4S64163JF Samsung Mobile SDRAM 4Mx16 (64Mbit) 4 Megabytes no ampliable (3.6 MB disponibles para el usuario)
- Memoria flash un chip AM29N323D AMD 32 Megabit (2 M x 16-Bit) y un chip Intel BG28F128W18T90 (8Mx16). 16 Megabytes en total
- GSM 900/1800 MHz
- Lanzamiento: 26 de junio de 2002
- Batería : BLB-2 de Li-ion 750 mAh
  - Tiempo de espera : hasta 230 horas
  - Tiempo de conversación : hasta 240 minutos
- Pantalla : TFT de 176 x 208 pixels, 2,1 pulgadas y 4096 colores
- Tamaño : 114 × 56 x 26 mm, 138 cm³
- Peso : 154 gramos (5,43 oz)
- Carcasa : Deslizante con el keypad telefónico en la parte tapada, que en caso de llamada tiene la función de descolgar al deslizarlo. En el frontal debajo de la pantalla un joystick de 5 vías con dos botones de funciones asignables por software. En la parte superior interfaz IrDA. En la trasera cámara digital de 0,3 megapíxels
- Conectividad :
  - Conector minijack de auriculares y conector de cargador externo (ACP-7, ACP-8, ACP-9 y ACP-12, cargador de coche LCH-8)
  - Inalámbrica : Bluetooth v1.1, IrDA
- Antenas : integradas
- Tarjeta SIM : Mini-SIM.
- Mensajes : SMS, MMS, correo electrónico ( SMTP, POP3 e IMAP4 )
- Timbres : 24 timbres polifónicos
- Cámara : de 0,3 megapíxels 640x480 VGA
- Sistema operativo : Symbian v6.1, Serie 60 0.9
- Java : Soporte de aplicaciones Java MIDP 1.0 y EPOC
- Otras prestaciones : Organizador y SyncML, navegador del sistema operativo con soporte HTML, XHTML y WML. WAP 1.2.1, HSCSD y GPRS Class 5